# Timon lepidus
La lucertola ocellata  (Timon lepidus Daudin, 1802) è un rettile facente parte della famiglia dei Lacertidae, diffuso nelle zone di macchia mediterranea prospicienti il mare dell'Europa meridionale. È stata a lungo l'unica specie europea del genere Timon., ma attualmente è suddivisa in 4 specie: Timon lepidus e T. nevadensis della Penisola Iberica, T. pater e T. tingitanus del Nord Africa. In precedenza veniva ascritta, come il Ramarro, al genere Lacerta.  

## Descrizione
Si presenta con una colorazione vivace, generalmente verde brillante o verde scuro, con degli ocelli (neri, blu, azzurri o di varie tonalità di verde) che ricoprono il dorso. In alcuni casi il colore di fondo può essere tendente al verde acqua, o nella varietà melanica completamente nero. Le dimensioni variano dai 40 ad oltre 60 cm (coda compresa) e 200-600 gr di peso, raramente fino a 90 cm e 1 kg; i maschi sono generalmente di dimensioni maggiori, presentano una testa più grande e massiccia e l'attaccatura della coda più larga.

## Distribuzione e habitat
La specie è presente nella penisola iberica, nella Francia meridionale e in Italia limitatamente alla Liguria occidentale.
Abita le zone calde e soleggiate, con disponibilità di alberi (ad esempio ulivo), piante grasse e rocce, ma si può trovare anche in zone semidesertiche o costiere.

## Biologia

### Alimentazione
Principalmente si nutre di coleotteri, imenotteri, ortotteri ed eterotteri, ovvero di insetti di dimensioni variabili dai 2 ai 60 mm circa, solo occasionalmente si può nutrire anche di prede più grandi quali altri rettili come lucertole o piccoli serpenti, anfibi, piccoli mammiferi o uccelli ma anche uova e frutta matura.

### Riproduzione
La stagione degli accoppiamenti inizia a tarda primavera e finisce ad inizio estate, ed in questo periodo spesso si verificano violenti combattimenti fra i maschi. La femmina depone da 4 a 15 (e fino a 23) uova tra giugno e luglio, in buche nel terreno dove restano in incubazione per 3 mesi. I piccoli fuoriescono dalle uova nel mese di settembre, e hanno poche settimane per potersi procurare del cibo e trovare un posto sicuro dove ibernarsi e passare l'inverno. Il periodo di ibernazione va da metà ottobre a fine marzo.